# AiryFairy ~Easter of Sant'Ariccia~
airy[F]airy ~Easter of Sant'Ariccia~는 RococoWorks에서 제작한 일본의 비주얼 노벨이다. 2010년 1월 29일 발매되었다. 캐치프레이즈 문장은 "어서오세요, 요정이 사는 세계에!"이다.

## 줄거리
토요일은 달력에밖에 존재하지 않고, 요정이 존재하는 것이 당연한 세계.
작은 마을 '네미' 안의 아리시아(Alicia) 숲에는, 예부터 신목으로 숭배되었다 하는 '산타리키아(Sant'Ariccia)'라고 불리는 큰 나무가 있다. 1년에 한 번, 그 나무에 정령의 빛이 모여드는데, 마을 사람들은 이 정령의 빛이 모여드는 산타리키아를 둘러싸고 '부활절'이라는 축제를 열고 있다. 이 축제에는, 정령의 빛 아래에서 사랑을 맹세하면, 영원이 행복해진다는 전설이 있다.
그리고 올해도 다시, 이 축제의 계절이 다가왔다.

## 등장 인물

### 메인 캐릭터
엘모 코스타(Elmo Costa)
- 성우:게임 - 없음 / 드라마CD - 미공개
- 생일:2월 29일, 신장:172cm, 체중:59kg, 혈액형:O형

주인공. 태어난 고향에서 '저주받은 아이'로 미움받아, 부모에 의해 메시나 호수 연안에 버려졌다. 사라 듀량에 의해 발견되어, 알만드 코스타의 양자로 들어갔다. 그 때부터 지금까지 알바노 마을 근처의 '네미'라는 이름의 마을에서 살고 있다. 3개월 전 알만드 코스타가 '순교자'라는 메모를 남기고 돌연 사라진 이후, 본래 그가 맡고 있던 '화요일의 묘지기' 역할을 이어받았으며, 그 외에 교회의 관리인 역할도 맡고 있다. 현재는 '주변의 사람들에게 미움받지 않기 위해'라는 이유로, 평소에는 감정을 겉으로 잘 드러내는 성격이 되었지만, 이전에는 감정을 숨기는 것에 매우 능하였다. 화요일의 묘지기로서 행하는 게임 '에레미타(Eremita)'에 강한 것도 이 '감정을 숨기는 것'에 능숙한 것이 주 이유이다.
취미는 요리로, 누군가의 도움이 되는 것을 좋아하며, 옛날을 떠올리는 것을 싫어한다.
헬렌 포트(Helen Fort)
- 성우:안즈 미츠
- 생일:3월 28일, 신장:152cm, 혈액형:A형

마을의 촌장 가스파레 포트와 친척인 소녀.엘모가 처음 발견했을 때, 어째선지 메시나 호수 연안에서 알몸으로 자고 있었다. 부활제를 보기 위해 알바노 마을에 왔다고 말하지만, 어떻게 그곳에 있게 된 건지는 본인도 잘 모르는 듯 하다. 이후 촌장 가스파레 포트의 집에서 묵게 된다. 순수하고 솔직한 성격을 지니고 있으며, 주변인들을 별명으로(엘모는 '엘몬', 코렛트는 '코레코레', 사라는 '사라라' 로 부르는 등) 부른다. 탐구심이 강하지만, 어려운 것은 싫어하는 편이다.
코렛트 마레(Colette Marais)
- 성우:고교 나즈나
- 생일:9월 7일, 신장:159cm, 혈액형:B형

'네미' 마을에 사는, 엘모의 소꿉친구. 예전에는 '모두의 리더'로 불릴 정도로 활달했지만, 예전에 걸린 병의 영향으로 체력이 급격히 약화되어, 현재는 먼 거리를 이동할 때애 휠체어를 사용할 정도이다. 현재는 병의 증상이 많이 나아졌지만, 일단 한 번 컨디션이 악화되면 그것이 오래간다.
성격은 '병약하면서 건강한 코렛트'로 불릴 정도로 밝아서 엘모를 놀리거나 하는 일도 있지만, 그것은 사실 엘모 코스타에게 응석을 부리는 것이다. 병 때문에 모두에게 폐를 끼치고 있다고 생각하고 있으며, 그렇기에 사람들(특히 엘모)에게 의지가 되는 사람이 되고 싶다는 생각을 갖고 있다.
일기를 쓰는 것을 좋아하여, 언니가 잊어버린 일을 일기를 보여주면서 떠올리게 하는 일도 있다. 그 외에 계획을 세우는 것을 좋아하며, 그 계획되로 일이 진행되지 않는 것을 싫어한다. 두 요정 할라페뇨와 타베르노를 키우고 있다.
모니카 랑(Monika Lang)
- 성우:쿠로사키 네코
- 생일:4월 19일, 신장:171cm(모자 높이 포함), 혈액형:AB형

알만드 코스타를 만나기 위해 알바노 마을에 온 떠돌이 광대. 높은 모자가 트레이드 마크로, 좀처럼 벗는 일이 없다. 시원시원한 성격으로 보통 하고 싶은 말을 바로 하는 편이지만, 자신의 심리에 관해서는 솔직하지 못한 면이 있다.
검은 옷을 입은 두 명의 사나이로부터 어떠한 협상을 제안받고 있다. 항상 문전박대하고 있지만, 집요하게 매달려와 곤란해하고 있다. 엘모가 모니카를 처음 보았을 때, 사나이들이 강압적으로 협상을 제안하려고 하는 것을 엘모가 재치를 발휘하여 막았다.
다른 사람의 이름을 약간 잘못 발음한다(엘모를 '에레모', 헬렌을 '에렌', 코렛트를 '코렛테'로 발음하는 등). 이름의 읽는 방법을 바꾸면 그렇게 읽을 수도 있기도 하고, 종종 엘모 코스타에게 익숙치 않은 표현(대표적인 예가 '당케'. '고맙다'라는 표현이 들어가야 할 곳에 사용함)을 사용하는 것으로 보아, 엘모나 헬렌 등과는 다른 언어를 모어로 사용하는 듯 하다. 이렇게 남의 이름을 잘못 발음하는 것을 코렛트가 기분 나쁘게 생각하기도 했지만, 이에 대해 모니카를 '모닛카'라고 부르자 "별명으로 부르는 거냐"고 평범하게 반응하는 모니카를 보고, 이름을 잘못 발음하는 것이 아닌 '별명'으로 부르는 것이라고 납득했다.
당나귀 '햄'과 원숭이 '체리'를 데리고 다닌다.
사라 듀랑(Sarah Dullin)
- 성우:유우키 마이
- 생일:5월 22일, 신장:157cm, 혈액형:A형

알바도 마을의 영주 모나·바넷사의 외동딸. 예전에는 엘모와 사이가 좋았지만, 모나·바넷사의 제지로 지금은 약간 거리를 두고 있다. 어렸을 때, 메시나 호수 연안에 버려져 있는 엘모를 자신의 집으로 데려왔었다.
성격은 코렛트와 정반대여서, 누군가에게 강한 어투로 말해지면 거기에 이끌리곤 한다. 코렛트와는 같이 교회에 가고 집으로 돌아갈 정도로 친한 친구이다. 미니추어를 만드는 것을 좋아하여, 집에는 그것만을 위한 별도의 방을 갖고 있을 정도이다. 처음 보는 사람이 놀랄 정도로 정교하게 만드는 등 실력은 수준급. 코렛트가 키우는 요정 할라페뇨와 타베르노의 집을 만든 것도 사라 듀랑이다.

### 서브 캐릭터
브란디느 마레(Blandine Marais)
- 성우:마나카 우미
- 생일:1월 13일, 신장:165cm, 혈액형:O형

코렛트 마레의 언니. 병이 있는 동생을 돌보고 있다. 잡화점을 경영하고 있지만, 경영에 참가하지 않는 코렛트에게 "서투르다"고 말해질 정도로 경영에 서투르다. 가끔씩 교회에서의 선생님으로도 일하고 있다. '하면 된다'가 삶의 모토이다. 예전에, 아리시아 숲에서 길을 잃은 경험이 있다고 한다. 콧노래를 좋아하지만, 가끔 박자를 틀린다.
바넷사 듀랑(Vanessa Dullin)
- 성우:세리조노 미야
- 생일:11월 21일, 신장:169cm, 혈액형:O형

알바노 마을의 영주이자 사라 듀랑의 모친. 엘모 코스타를 멀리하며, 사라에게 엘모와 가까이 지내지 못하도록 하고 있지만, 엘모 본인은 그 이유를 알지 못한다. 딸 사라의 교육에 큰 신경을 쓰고 있으며, 사라에게 항상 '남보다 위에 선 자로서 생각할 것'을 말한다. 조용히 흘러가는 시간을 좋아한다.
가스파레 포트(Gaspare Fort)
- 성우:이치죠 카즈야
- 생일:8월 3일, 신장:예전엔 본인 왈 170cm, 혈액형:A형

네미 마을의 촌장이자 마을의 유일한 의사. 하지만 진료에 대한 비용은 최소한으로만 청구하고, 반 정도는 자선사업으로서 의사일을 맡고 있다. 엘모에게 "요리사의 인식이 강하다"고 말할 정도로 요리에 매우 능하다. 와인을 만들고 있기도 하다. 본인 왈 예전에는 수병이었다고 하지만, 주변 사람들은 그다지 믿지 않는다. 게임을 좋아하지만, 지는 것을 싫어한다.
옷토리노 롯타(Ottorino Lotta)
- 성우:미스터 델린져
- 생일:12월 4일, 신장:178cm, 혈액형:불명

교회에서 아이들을 가르치는 교사. 요정이며, 개의 모습을 하고 있다. '금요일의 기사'라는 칭호를 갖고 있으며, 모니카에게는 '바론'이라고 불리고 있다. 토요일이 없는 것에 관해 무언가 알고 있는 듯 하다. 약간 식은 요리를 좋아하며, 무례한 태도를 싫어한다.
알만드 코스타
- 성우:없음

엘모 코스타의 양부. 어느 날 '순교자'라는 메모를 남기고 돌연 사라졌다.
할라페뇨
- 성우:마나카 우미

코렛트가 키우는 요정. 문장을 단어 단위로 말하는 경우가 많다.
타베르노
- 성우:리타

코렛트가 키우는 요정. 느긋한 말투가 특징이다.
햄
- 성우:츠보미

모니카가 키우는 당나귀. 마차를 끌고 있다.
체리
- 성우:나루세 미아

모니카가 키우는 원숭이. 재주에 능하다.
아테르노
- 성우:없음

아리시아 숲에 사는 요정. 내기 등의 도박에 무척 약함에도 내기를 좋아한다.

## 용어
에레미타(Eremita)
중세의 연금술을 기반으로 만들어진 게임. 금/은/동/철/납의 5종류의 카드, 그리고 이를 서포트하는 다양한 카드로 구성되어 있다. 기본적으로 대부분의 사람들이 알고 있는 카드놀이이지만, 엘모 코스타가 화요일의 묘지기로서 행하는 게임이기도 하다. 이 게임에서 엘모 코스타가 진다고 해서 화요일이 바로 사라지는 것은 아니지만, '대패'하게 되면 화요일이 없어지거나, 이세계의 것들이 이쪽 세계로 흘러들어오게 된다.
날짜와 지역에 따라 수행하는 게임과 대표의 명칭은 다르지만, 엘모 코스타의 경우는 에레미타 게임을 1회에 7회전을 행하여, 그 종합 성적에 따라 승패를 결정한다.
아리시아(Aricia) 숲
네미 마을에 있는 숲. 이름은 본래 아리키아(Ariccia)였지만, 토요일의 소멸과 함께 c가 하나 없어져 지금의 아리시아가 되었다고 한다. 정령의 힘을 강하게 받아, 다른 지역에서는 볼 수 없는 요정이 살기도 한다.
알바노
사라 듀랑이 사는 마을. 네미 마을에서 멀지는 않지만, 네미 마을과 달리 크게 발전한 마을이다.
네미
엘모 코스타와 코렛트 마레 등이 살고 있는 마을. 자연에 둘러싸인 작은 마을로, 아리시아 숲이 위치하고 있다.
페렌티노
헬렌 포트가 본래 살던 마을. 자세한 것은 확실하지 않지만, 알바노 마을에서 멀리 떨어져 있다.
화요일의 묘지기
매주 화요일 저녁, 이세계(화요일의 요정계)의 대표와 화요일의 생존을 걸고 싸우는, 엘모 코스타가 사는 세계 측 대표의 통칭.
화요일의 요정
엘모 코스타와 매주 화요일 에레미타 게임으로 싸우는, 이세계의 대표의 통칭.

## 제작 스태프
- 원화:후에 (일러스트레이터)
- 시나리오:J-MENT

## 주제가
오프닝 테마곡 "mirto"
- 노래:Rita
- 작곡, 편곡:Blueberry&Yogurt
- 작사:Rita

엔딩 테마곡 "맹세의 밤, 시작의 아침"(誓いの夜、始まりの朝)
- 노래:니시자와 하구미
- 작곡, 편곡:마츠모토 신이치로
- 작사:마츠모토 신이치로

## 주해
1. ↑  일본어: エルモ 에르모[*]
2. ↑  독일어의 Danke. '고맙다'는 뜻. 이를 근거로 모니카 랑의 모어가 독일어임을 추정할 수 있다.